# Пассадоре, Жерсио
Же́рсио Пассадоре (порт.-браз. Gérsio Passadore; 11 октября 1931, Сан-Паулу — 5 ноября 2008) — бразильский футболист, левый защитник и полузащитник.

## Карьера
Жерсио Пассадоре родился 11 октября 1931 года в Сан-Паулу. Он начал карьеру в молодёжном составе клуба Насьонал. Одновременно Пассадоре получал образование, обучаясь сначала на инженерном факультете колледжа Риу-Бранку, а затем на юридическом факультете в колледже Эдуарду Праду. В 1950 году он перешёл в основную команду «Насьонала», подписав контракт на сумму в 800 крузейро в месяц. В начале 1951 года Жерсио перешёл в состав «Палмейраса». Там футболист играл за молодёжную команду, так и не «дебютировав» в основе клуба. В том же году Пассадоре был арендован клубом «XV ноября» из Жау. В этой команде он, вместе с Дино Сани, Америко Муроло и Жино Орландо, составил одну из самых известных линий нападения во всей истории клуба. Команда, в первом же сезоне по приходе Жерсио, заняла первое место во втором дивизионе, впервые в истории выйдя в высший дивизион чемпионата штата Сан-Паулу. Пассадоре возвратился в «Палмейрас», дебютировав в основном составе команды 6 апреля в товарищеской игре с «Паулистой» (4:4). После этого Жерсио вновь был арендован «XV ноября», сыграв сезон чемпионата штата.
В 1953 году Жерсио снова пришёл в «Палмейрас». 21 апреля он дебютировал в официальной встрече за клуб, в рамках турнира Рио-Сан-Паулу выйдя на замену в матче с Васко да Гамой (1:1). С 1954 года защитник стал твёрдым игроком стартового состава «Палмейраса», чему помогла тяжёлая травма Демы. 22 июля 1956 года Пассадоре забил первый мяч за клуб, поразив ворота «Катандувы» (2:1). 4 сентября 1957 года Жерсио забил первый гол в официальной игре, поразив ворота «Гуарани» (3:1). А спустя месяц, 13 октября, он получил тяжёлую травму в матче с «Ботафого» из Рибейран-Прету. В январе футболист был прооперирован, а затем у него состоялся разговор с новым главным тренером «Палмейраса» Освалдо Бранданом о том, что клуб в его услугах более не нуждается. За досрочный разрыв контракта Пассадоре получил «неустойку» в размере 80 тысяч крузейро. За годы в команде защитник провёл 195 матчей и забил 3 гола, по другим данным 180 матчей и 2 гола.
4 мая того же 1958 года Жерсио стал игроком клуба «Сан-Паулу», подписав контракт на сумму 18 тысяч крузейро в месяц. Там он выступал 4 сезона. Последний матч в составе команды футболист провёл 16 декабря 1961 года c «Сантосом» (1:4). Всего за «Сан-Паулу» он провёл 153 матча и забил 4 гола, по другим данным 152 матча. Завершив игровую карьеру, Пассадоре остался в спорте. Он был одним из основателей Союза профессиональным спортсменов штата Сан-Паулу. А позже, еще будучи действующим игроком, был избран президентом этой ассоциации и занимал этот пост с 1958 по 1969 год.